# Gyulai István Memorial
Il Gyulai István Memorial è un incontro annuale di atletica leggera che si svolge presso il Bregyó közi Regionalis Atlétika Központ a Székesfehérvár, in Ungheria. Si è tenuto per la prima volta nel 2011 allo stadio Ferenc Puskás di Budapest. L'incontro è attualmente parte della IAAF Hammer Throw Challenge. L'evento prende il nome da István Gyulai, morto nel 2006, e servito come segretario della IAAF.